# 범안로 (부천 서울)
범안로(Beoman-ro, 凡安路)는 경기도 부천시 소사구 괴안동 괴안삼거리에서 시흥시, 광명시를 거쳐 서울특별시 금천구 독산동 독산4동사거리를 잇는 도로이다.
2009년 이전에는 부천시 구간은 범박로, 광명시내 노온사동~하안동 사이를 연결하는 도로는 노안로였으나, 2009년 도로명주소 정비로 부천시, 시흥시와 서울특별시 금천구 구간을 하나의 도로명으로 통합하면서 "뭇 사람들이 평안하게 살기를 바란다"는 의미로 지금의 도로명으로 변경하게 되었다.

## 역사
- 2009년 7월 10일: 2개 이상 시·도에 걸쳐 있는 도로로 범안로를 고시[1]

## 주요 경유지
경기도
- 부천시 소사구 (괴안동 · 범박동 · 계수동 · 옥길동) - 시흥시 (계수동 · 과림동) - 광명시 (노온사동 · 하안동)

서울특별시
- 금천구 (독산동 · 가산동 · 독산동)

## 노선
| 이름                  | 접속 노선                   | 소재지                    | 소재지 | 비고                                                 |
| --------------------- | --------------------------- | ------------------------- | ------ | ---------------------------------------------------- |
| 괴안삼거리            | 경인옛로                    | 부천시                    | 소사구 |                                                      |
| 괴안사거리            | 안곡로                      | 부천시                    | 소사구 |                                                      |
| 동남사거리            | 소사동로                    | 부천시                    | 소사구 |                                                      |
| 범박동입구 교차로     |                             | 부천시                    | 소사구 |                                                      |
| 범박사거리            | 범안로95번길 범안로96번길   | 부천시                    | 소사구 |                                                      |
| 범박지구대            | 범안로129번길               | 부천시                    | 소사구 |                                                      |
| 계수삼거리            | 은성로                      | 부천시                    | 소사구 |                                                      |
| 계수교                | 서해안로                    | 부천시                    | 소사구 |                                                      |
| 부천스타필드시티      | 옥길로                      | 부천시                    | 소사구 | 구 옥길동시계 교차로                                 |
| 샘터주유소사거리      | 계수로                      | 시흥시                    | 대야동 |                                                      |
| 계수터널              |                             | 시흥시                    | 대야동 | 연장 약 50m                                          |
| 계수터널              | 과림동                      | 시흥시                    |        | 연장 약 50m                                          |
| 중림사거리            | 금오로                      | 시흥시                    |        |                                                      |
| 능촌교                |                             | 시흥시                    |        |                                                      |
| 광명시                | 학온동                      |                           |        |                                                      |
| 광명시                | 학온동                      | 능촌사거리 (능촌지하차도) | 광명로 |                                                      |
| 광명시                | 학온동                      | 한치고개                  |        |                                                      |
| 광명시                | 하안동                      |                           |        |                                                      |
| 광명시                | 범안사거리                  | 금하로                    |        |                                                      |
| 광명시                | 밤일마을삼거리              | 밤일안로                  |        |                                                      |
| 광명시                | 안터마을삼거리              | 안터길                    |        |                                                      |
| 광명시                | 단독필지사거리              | 구름산로 안재로           |        |                                                      |
| 광명시                | 우체국사거리                | 오리로                    |        |                                                      |
| 광명시                | 하안사거리                  | 하안로                    |        |                                                      |
| 금천교 교차로(서단)   | 안양천로                    | 서울특별시                | 금천구 |                                                      |
| 금천교                |                             | 서울특별시                | 금천구 |                                                      |
| 금천교 교차로(동단)   | 국도 제1호선 (서부간선도로) | 서울특별시                | 금천구 | 부천 방향 진입만 가능                                |
| (우림라이온스밸리2차) | 가산디지털1로               | 서울특별시                | 금천구 | 금천고가차도 서울 방향 진입 불가 부천 방향 진출 불가 |
| 금천고가차도          |                             | 서울특별시                | 금천구 | 금천고가차도                                         |
| (독산역)              | 벚꽃로                      | 서울특별시                | 금천구 | 금천고가차도                                         |
| 말미사거리            | 시흥대로                    | 서울특별시                | 금천구 |                                                      |
| 독산4동 교차로        | 독산로 독산로70길           | 서울특별시                | 금천구 |                                                      |

## 주요 건물 및 시설
- 부천괴안동우체국 (경기도 부천시 소사구 범안로 22)
- 범안동행정복지센터 (경기도 부천시 소사구 범안로 38)
- 범박지구대 (경기도 부천시 소사구 범안로 131)
- 계수6통경로당 (경기도 시흥시 범안로 337)
- 범일운수 광명영업소 (경기도 광명시 범안로 587)
- 온신초등학교 (경기도 광명시 범안로 657)
- 광명시 환경수도사업소 (경기도 광명시 범안로 777-21)
- 광명시공영차고지 (경기도 광명시 범안로 966)
- 광명우체국 (경기도 광명시 범안로 1017)
- 하안119안전센터 (경기도 광명시 범안로 1025)
- 하안지구대 (경기도 광명시 범안로 1027)
- 광명장애인자립생활센터 (경기도 광명시 범안로 1050)
- 대륭테크노타운21차 (서울특별시 금천구 범안로 1126)
- 가산디지털엠파이어 (서울특별시 금천구 범안로 1130)
- 이랜드서비스 (서울특별시 금천구 범안로 1155)
- 서울독산1동우편취급국 (서울특별시 금천구 범안로 1175)